# Undertow (Album)
Undertow ist ein Album der Rockband Tool, das am 6. April 1993 erschien und am 30. Juni 2003 wiederveröffentlicht wurde. „Undertow“ erreichte Platz 50 in den US Album-Charts und bekam mehrfach Platin.
Wie auch Ænima ist „Undertow“ in mehreren Ausführungen erhältlich, wobei sich vor allem die Neuauflage durch einen durchsichtigen CD-Aufsatz in der Hülle und ein unterschiedliches Artwork auszeichnet. Ebenso variiert die Tracknummerierung stark, so dass „Disgustipated“ in manchen Editionen als Track 10, in anderen jedoch auch als Track 30, 39 oder 69 auf die CD gepresst wurde. Die Tracks 10 bis 68 sind im letzten Fall jedoch einsekundige und völlig „stille“ Tracks, und auch in anderen Versionen bieten sie keine zusätzlichen Songs.
Der Song „Bottom“ beinhaltet einen Gastauftritt von Henry Rollins.

## Titelliste
1. Intolerance
2. Prison Sex
3. Sober
4. Bottom
5. Crawl Away
6. Swamp Song
7. Undertow
8. 4°
9. Flood
10. Disgustipated

### Singles
- Prison Sex
- Sober